# Alexej von Jawlensky
Alexej von Jawlensky, alla nascita Aleksej Georgievič Javlenskij (in russo Алексей Георгиевич Явленский?; Toržok, 25 marzo 1864 – Wiesbaden, 15 marzo 1941), è stato un pittore russo naturalizzato tedesco, rappresentante dell'espressionismo tedesco, esponente del gruppo Der Blaue Reiter (Il cavaliere azzurro) e uno dei maggiori interpreti delle avanguardie artistiche del '900.

## Biografia
Nato da una famiglia di rigide tradizioni militari, Jawlensky inizia la carriera di ufficiale raggiungendo il grado di Capitano delle Guardie Imperiali di San Pietroburgo. A 32 anni lascia l'esercito per studiare pittura, ma ormai intollerante alle regole e alle convenzioni abbandona l'Accademia russa di belle arti di San Pietroburgo e inizia a viaggiare per l'Europa. Nel 1896 assieme a Marianne von Werefkin si trasferisce a Schwabing, il quartiere degli artisti di Monaco di Baviera, dove incontra Vasilij Kandinskij e dove entra a far parte della Neue Künstlervereinigung. Aderisce al Blaue Reiter, il gruppo di artisti formatosi nel 1911 per iniziativa di Kandinskij e Franz Marc, al quale aderirono anche Paul Klee e August Macke. Allo scoppio del conflitto mondiale si ritira in Svizzera. Dal 1922 vive a Wiesbaden; nel 1929 iniziano i primi disturbi fisici dovuti all'artrite reumatoide. Nel 1930 chiede di avere la nazionalità tedesca, che ottiene nel 1934. Dal 1937 non sarà più in grado di dipingere, ma il suo nome entra nell'elenco degli artisti che il regime nazista bollerà come "degenerati". Come Marianne von Werefkin, Kandinskij e Klee, fu un seguace della Teosofia. Muore a Wiesbaden, in Germania, nel 1941.

## Stile e tecnica
Jawlensky si distingue per un uso personalissimo del colore, steso a campiture larghe e piatte sulla scia di Matisse, il lavoro del quale ebbe modo di conoscere durante i frequenti soggiorni parigini. Altri riferimenti di Jawlensky sono il folklore e le tradizioni russe, le icone e gli smalti bizantini che lo portano alla stilizzazione degli ultimi volti femminili, il simbolismo religioso dei quali si esprime anche nella scelta dei titoli.

## Galleria d'immagini

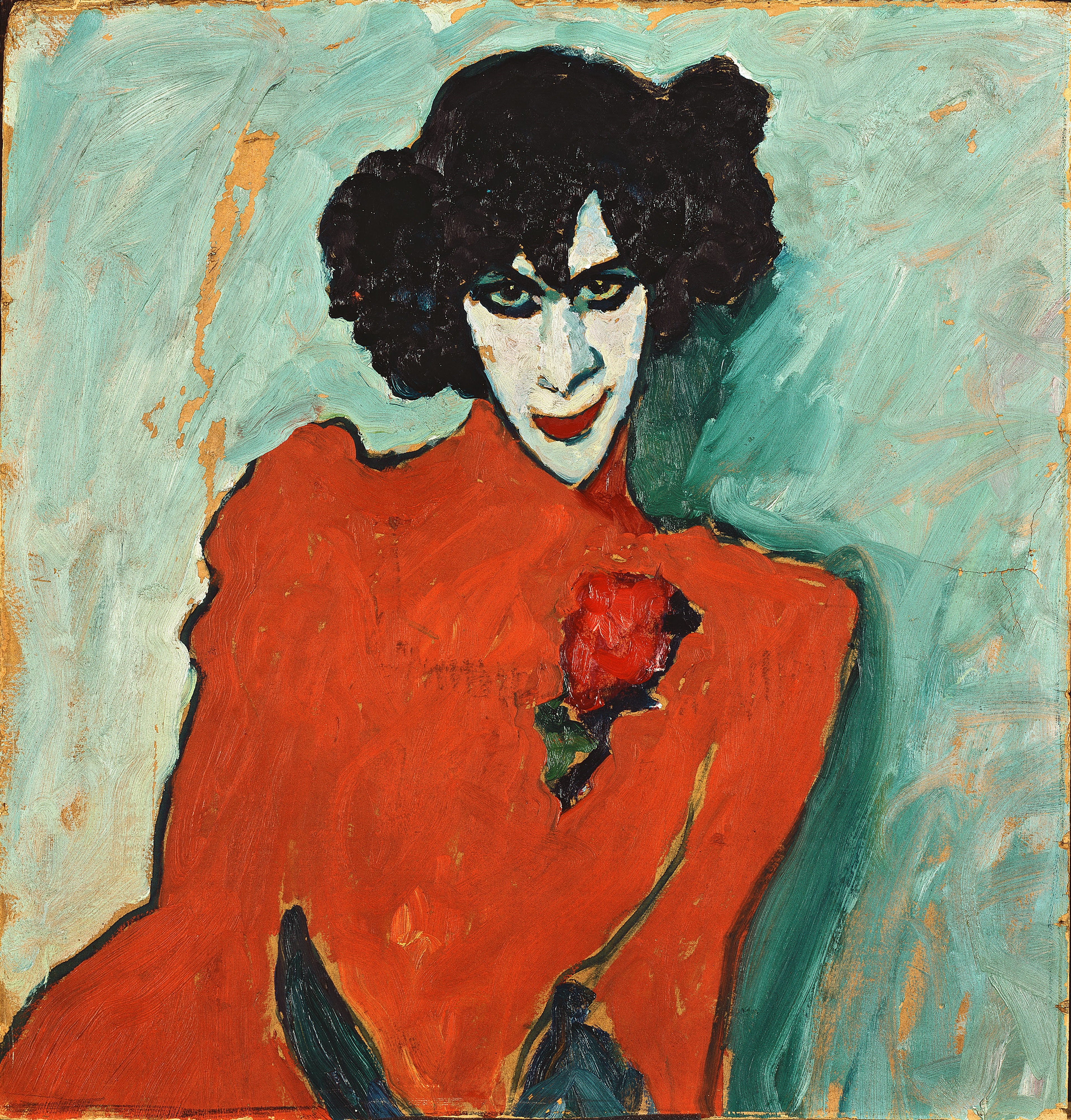
Ritratto di Alexander Sakharoff (1909)
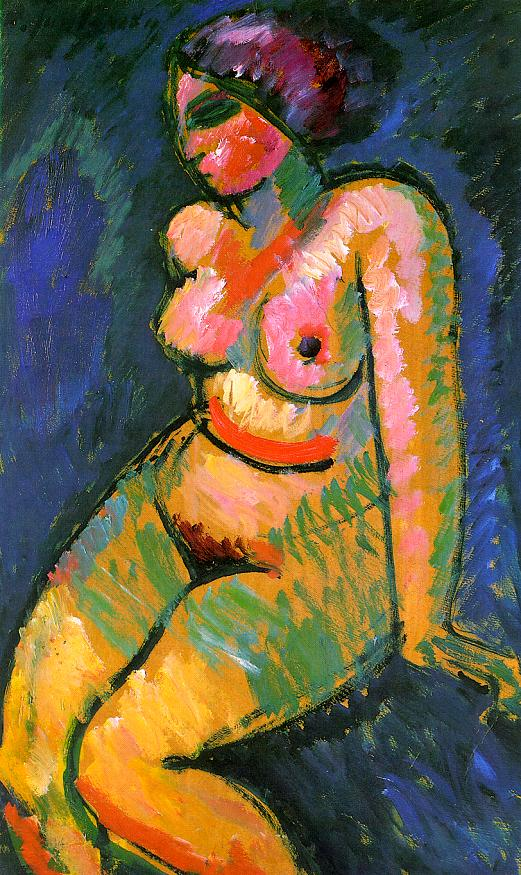
Sitzender weiblicher Akt (1910)
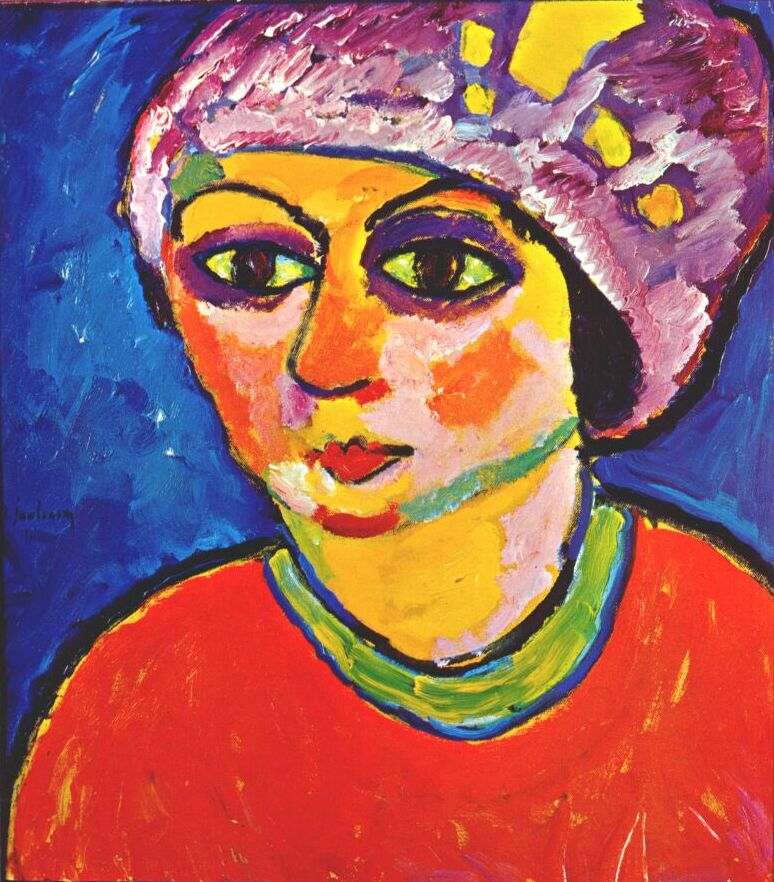
Der violette Turban (1911)
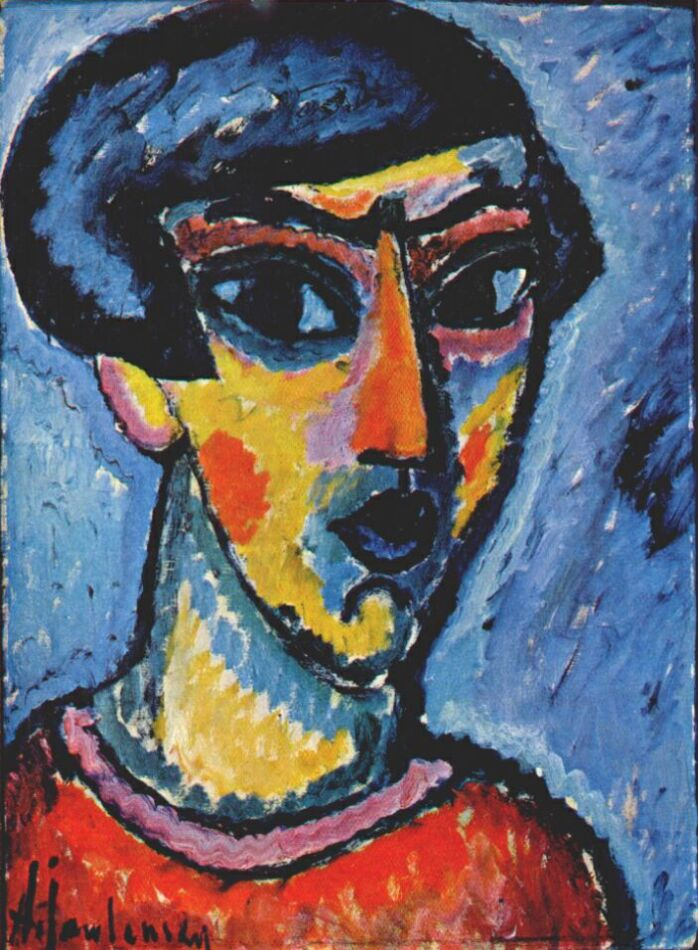
Kopf in Blau (1912)
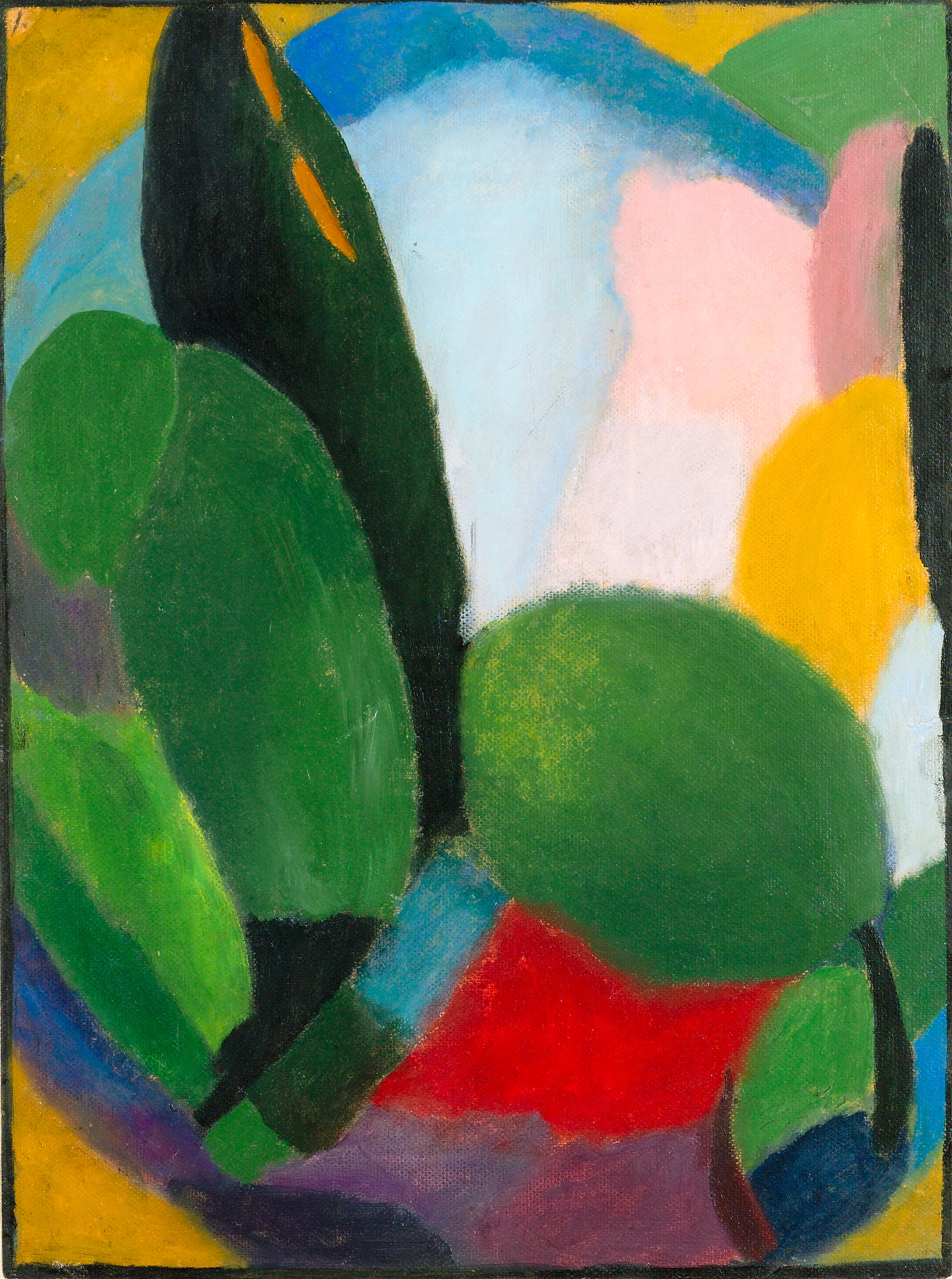
Variazione (ca. 1916)
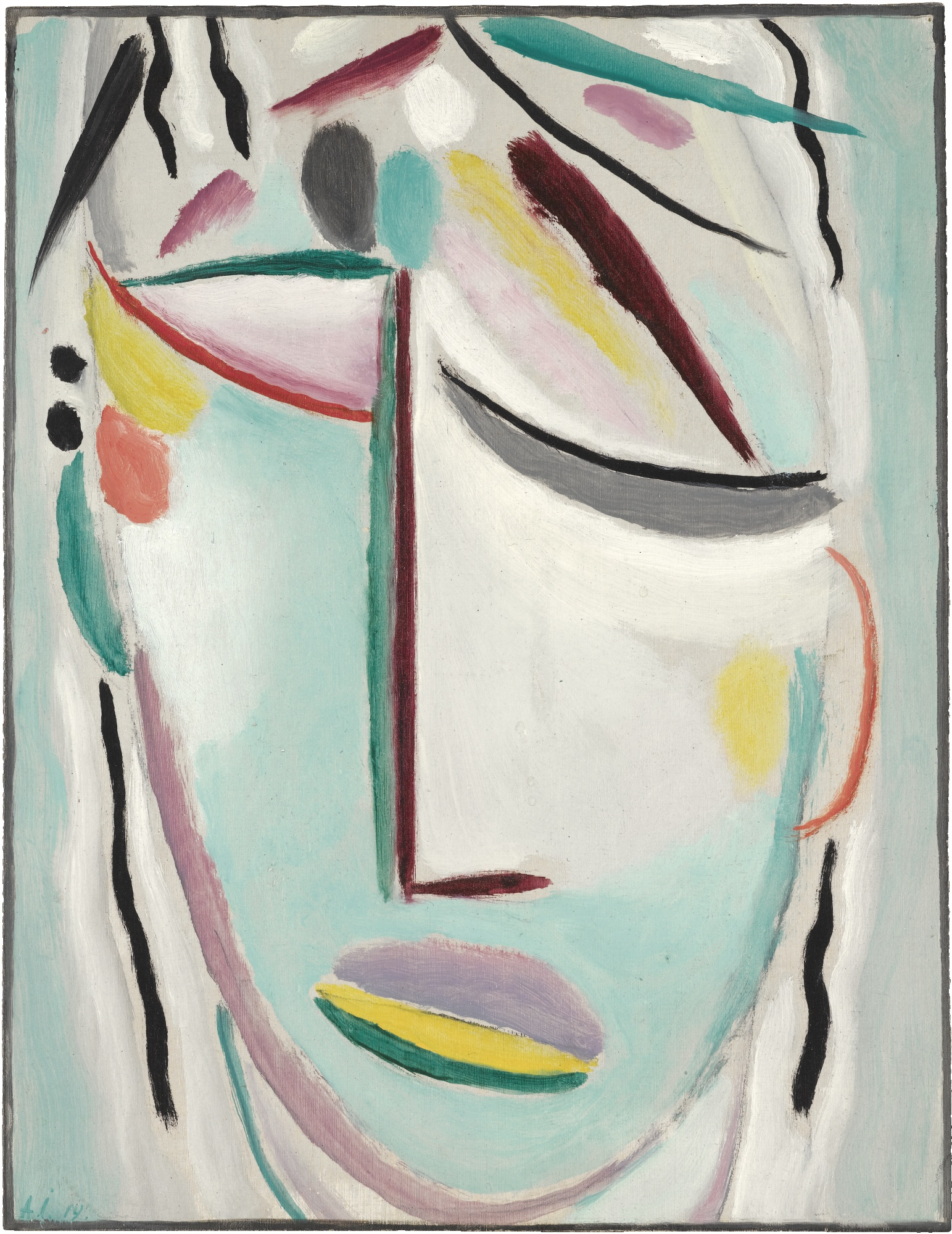
Heilandsgesicht: Märtyrer (1919)
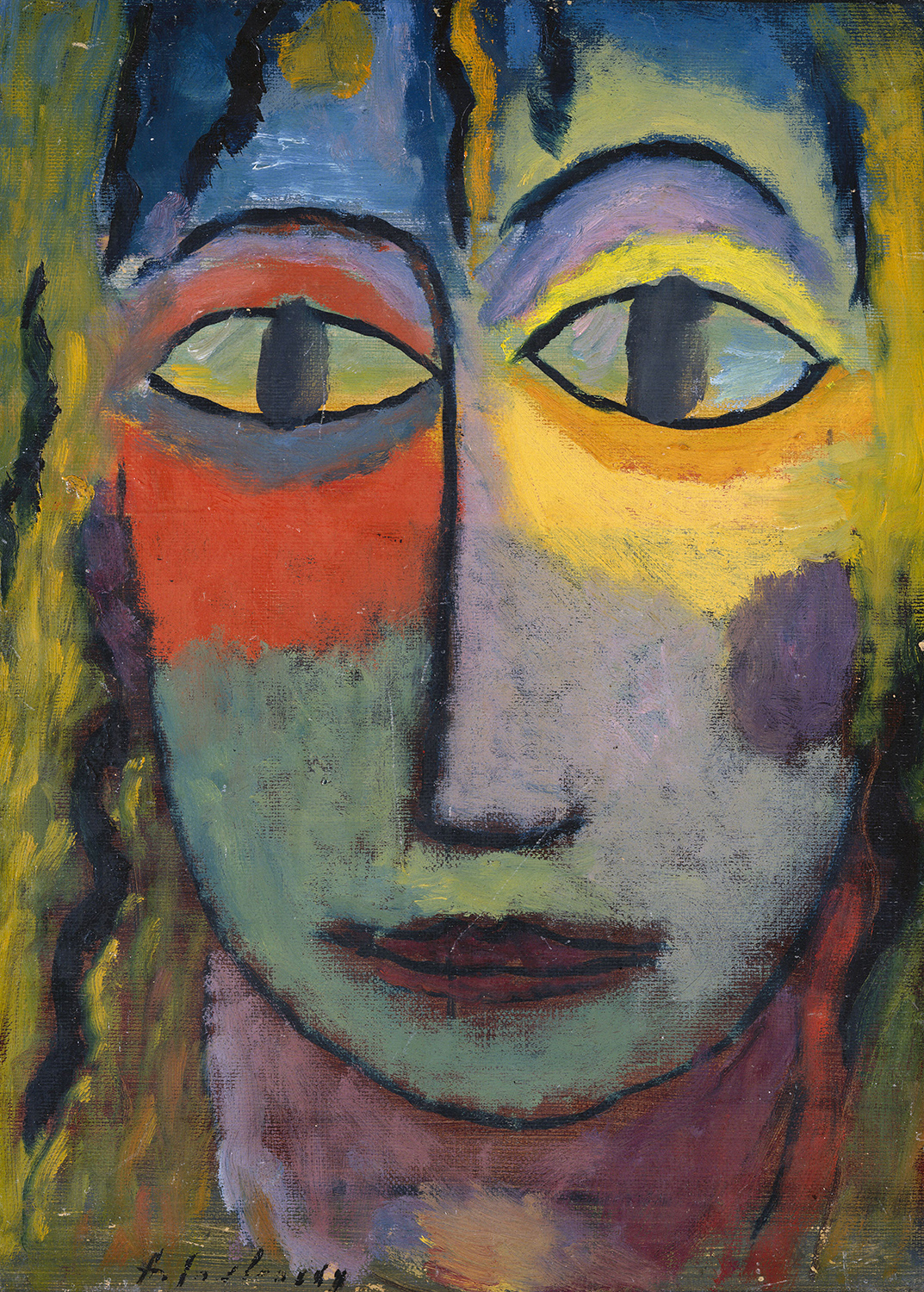
Medusa (1923)
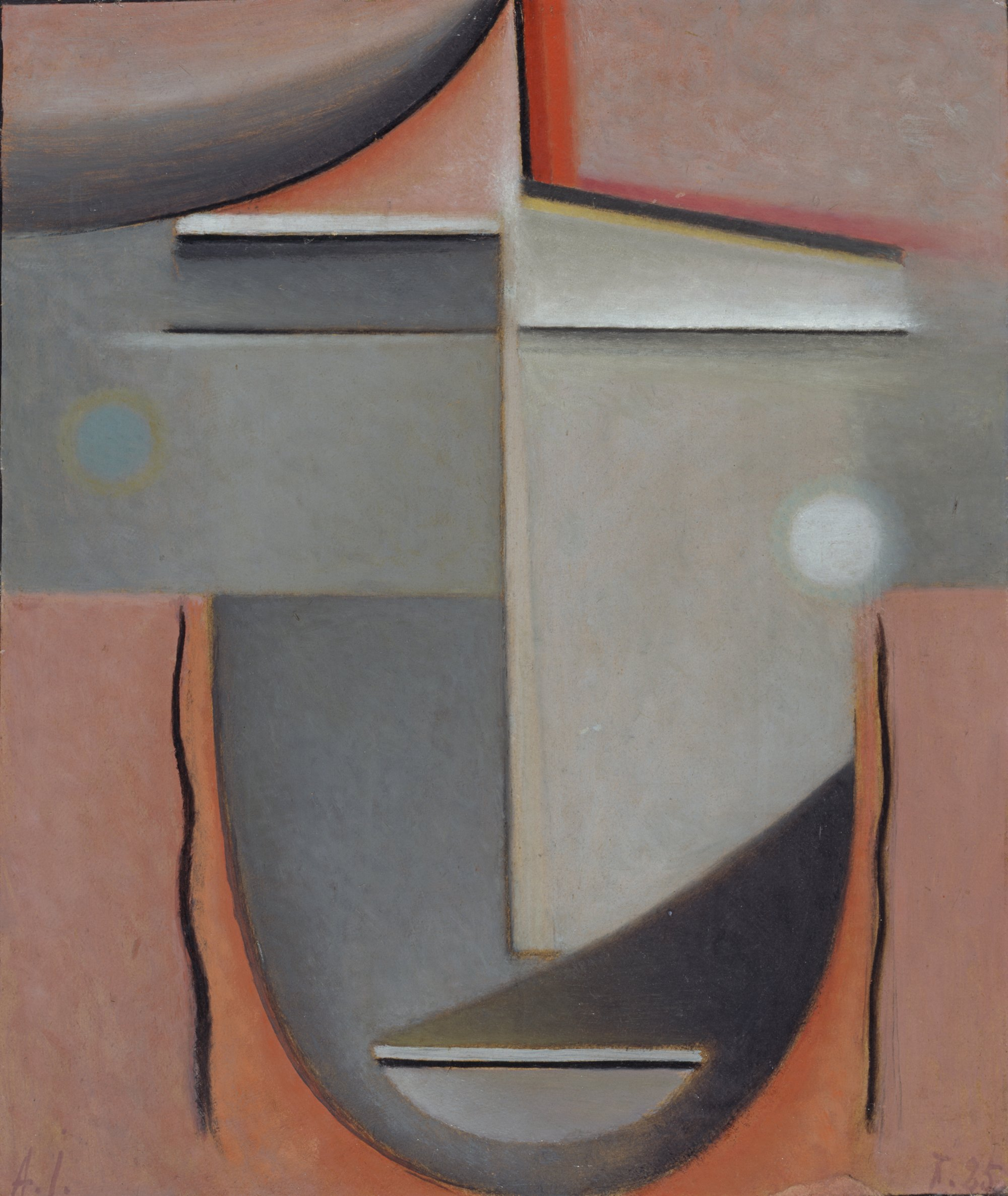
Liebe (1925)